# Ramón Antonio Iglesias
Ramón Antonio Iglesias Abeleira (Santiago de Compostela, 13 de agosto de 1820-ibidem, 4 de noviembre de 1877) fue un tallista y relojero español.

## Biografía
Natural de Santiago de Compostela, este tallista y relojero estuvo pensionado por la reina Isabel II para el estudio de la mecánica en el extranjero, con cuyo motivo le dedicó un neceser de ébano concha y marfil, con figuras en movimiento. Incluyó en él dieciocho estatuas alegóricas de la Paz, la Sabiduría, la Abundancia, la Felicidad, el Comercio, la Industria y otras varias, así como diferentes relieves.
Por aquella época, en torno a 1855, viajó por Europa, lo que le ayudó a aumentar los conocimientos que ya tenía. «Sus adelantos debieron ser notables, una vez que, apenas transcurridos tres años, la Sociedad de Fomento de las Artes e Industria de Londres le concedió una medalla de honor y mérito, como prueba del mucho aprecio con que había visto sus trabajos», apunta Manuel Ossorio y Bernard en su Galería biográfica de artistas españoles del siglo XIX. No obstante, en vez de quedarse en Londres a ejercer de relojero, volvió a su Galicia natal, donde abrió su propia fábrica de relojes, con sede en La Coruña, y ejerció con suerte dispar. Volvió a Santiago de Compostela para vivir sus últimos días, hasta su fallecimiento, acaecido en su ciudad natal el 4 de noviembre de 1877, cuando contaba 57 años.